# Provincia Wele-Nzas
Wele-Nzas (endónimo y nombre oficial), Wele Nsas o Welensas (exónimos en español) es una de las ocho provincias que componen Guinea Ecuatorial. 
Situada en la parte este (E) y sudeste (SE) de Río Muni (parte continental del país), limita al norte con la provincia de Kientem, al este y al sur con la provincia gabonesa de Woleu-Ntem, y al oeste con la provincia de Centro sur. Su capital es la ciudad de Mongomo.

## Toponimia
El topónimo Wele-Nzas contiene los nombres de dos hitos geográficos que indican los límites provinciales. Wele es el nombre aborigen del río Benito o Mbini, el principal del país, que marca la frontera noroccidental de la provincia. Nzas es el nombre de la sierra ubicada 35 km al suroeste de la ciudad de Mongomo y que marca la frontera suroriental de la provincia.

## Geografía
Se localiza geográficamente sobre los 1°30′ N y los 11°20′ E.

### Principales montes
- Piedra Nzas (1.200 m)
- Monte Yengan
- Monte Nsork
- Monte Nsama
- Monte Mokoga
- Monte Oveng

## Demografía
La población en 2015, fue de 192.017 habitantes, según la Dirección General de Estadísticas de Guinea Ecuatorial. El 40,1% de su población de ubica en la zona urbana y el 59,9% en la rural, también es la provincia con mayor población extranjera con un 16,5%.
Cuenta con 2 bibliotecas nacionales ubicadas en Mongomo, una de ellas cerrada.

## Municipios y Distritos
La Provincia está constituida de los siguientes Municipios y Distritos:

### Municipios
- Mongomo (capital)
- Oyala
- Nsork
- Añisok
- Akonibe
- Mengomeyén
- Ayene

### Distritos
- Mongomo (con 56 Consejos de Poblados)
- Nsork (con 23 Consejos de Poblados)
- Añisok (ant. Valladolid de los Bimbiles) (con 68 Consejos de Poblados)
- Akonibe (con 23 Consejos de Poblados)